# Ljubimovella
Ljubimovella is een geslacht van uitgestorven kreeftachtigen uit de klasse van de Ostracoda (mosselkreeftjes).

## Soorten
- Ljubimovella frequens Donze, 1968 †
- Ljubimovella piriformis Malz, 1961 †